# Bury (Oise)
Bury település Franciaországban, Oise megyében. Lakosainak száma 2876 fő (2022. január 1.). Bury Ansacq, Angy, Balagny-sur-Thérain, Cambronne-lès-Clermont, Cires-lès-Mello, Mello, Mouy és Rousseloy községekkel határos.

## Népesség
A település népességének változása:
| Lakosok száma | 2995 | 2992 | 3022 | 2971 | 2966 | 2961 | 2951 | 2913 | 2876 |
|               | 2013 | 2015 | 2016 | 2017 | 2018 | 2019 | 2020 | 2021 | 2022 |